# Веригинский сельсовет (Волоколамский район)
Веригинский сельсовет — упразднённая административно-территориальная единица, существовавшая на территории Московской губернии и Московской области до 1939 года.
Веригинский сельсовет возник в первые годы советской власти. По состоянию на 1921 год он входил в Буйгородскую волость Волоколамского уезда Московской губернии.
По данным 1926 года в состав сельсовета входили 3 населённых пункта — Веригино, Капустино и Лелявино.
В 1929 году Веригинский сельсовет был отнесён к Волоколамскому району Московского округа Московской области.
17 июля 1939 года Веригинский сельсовет был упразднён. При этом его Веригино было передано в Ефремовский с/с, а Капустино и Лелявино — в Ситниковский с/с.